# Acacia anisophylla
Acacia anisophylla é uma espécie de leguminosa do gênero Acacia, pertencente à família Fabaceae.